# Spotřeba
Spotřeba je užívání zdrojů k okamžitému prospěchu. Důležitou roli hraje tento pojem v ekonomii, především v Keynesově pojetí makroekonomie.
Celkový důchod domácnosti se rozdělí na spotřebu a úspory. Jinými slovy:
důchod = úspory + spotřeba